# جان تاورز
جان تاورز (انگلیسی: John Tavares؛ زادهٔ ۲۰ سپتامبر ۱۹۹۰) بازیکن هاکی روی یخ اهل کانادا است.